# Musée San Martino

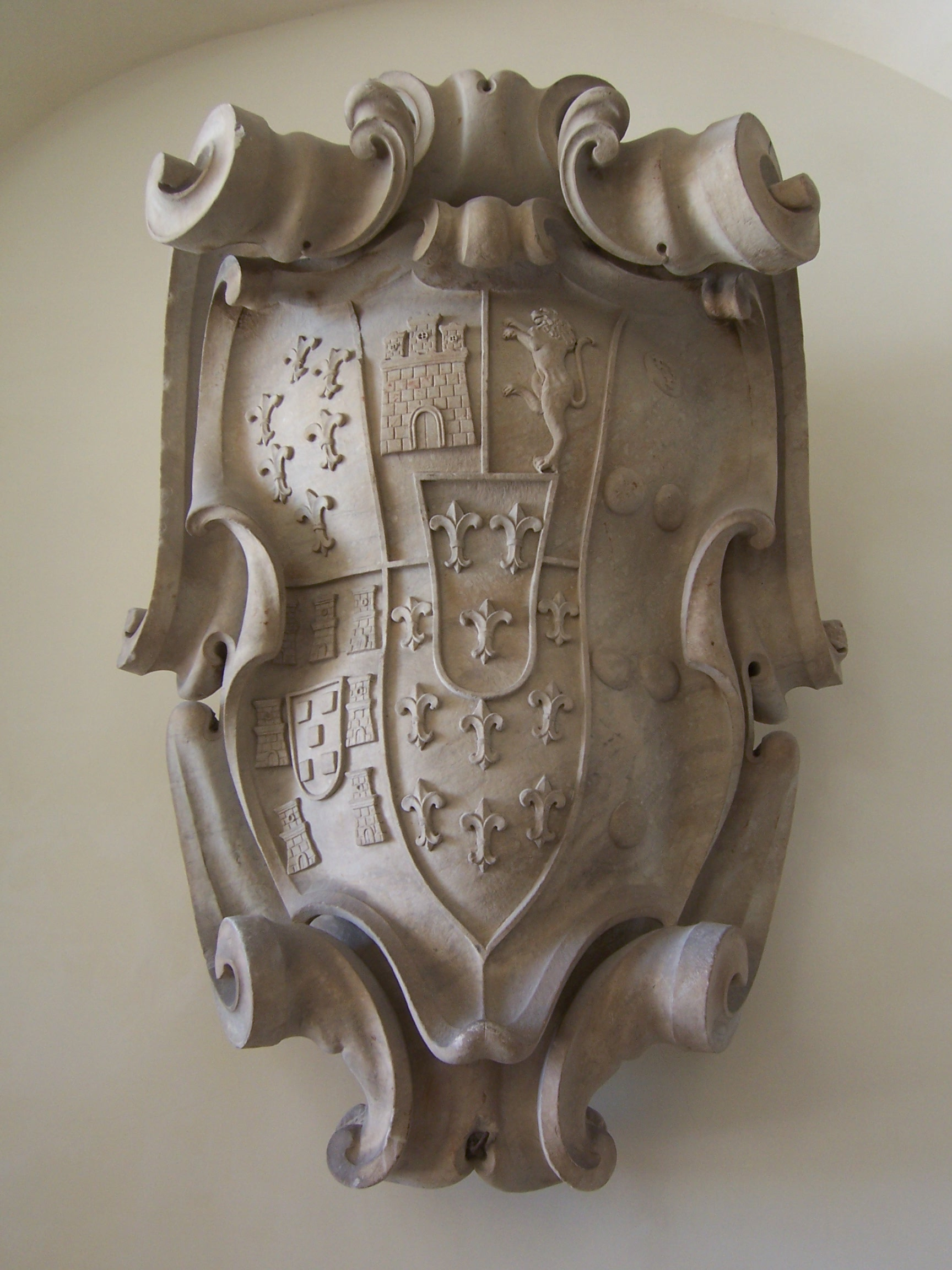
Le blason.

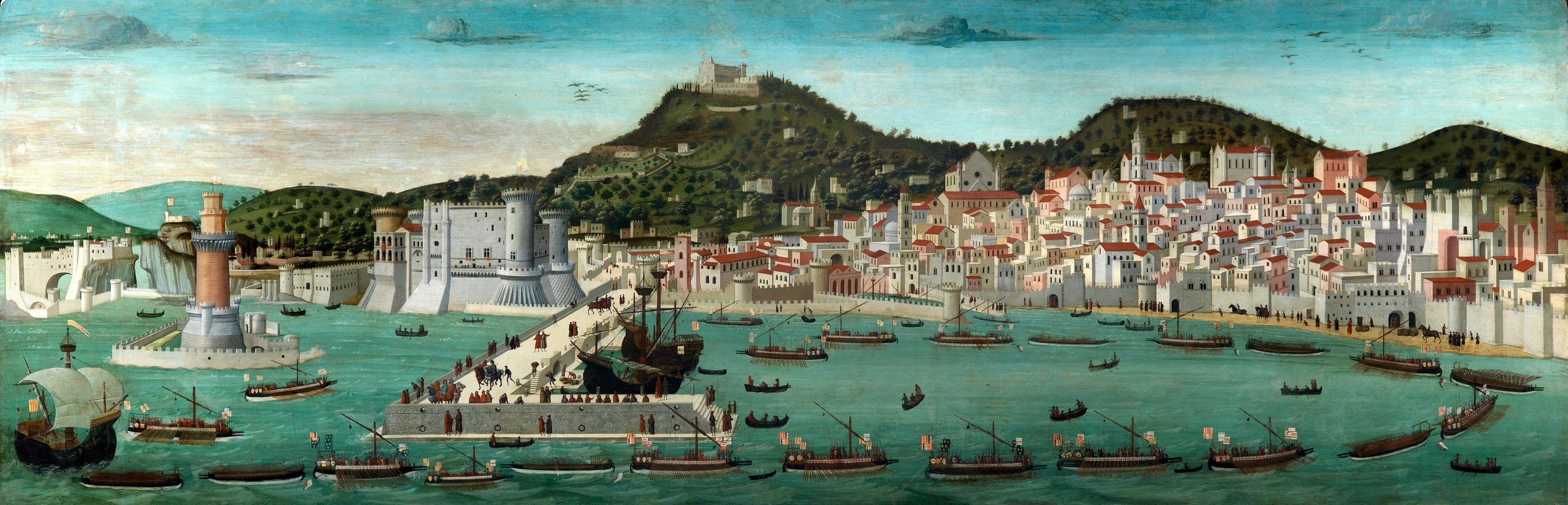
La Tavola Strozzi.

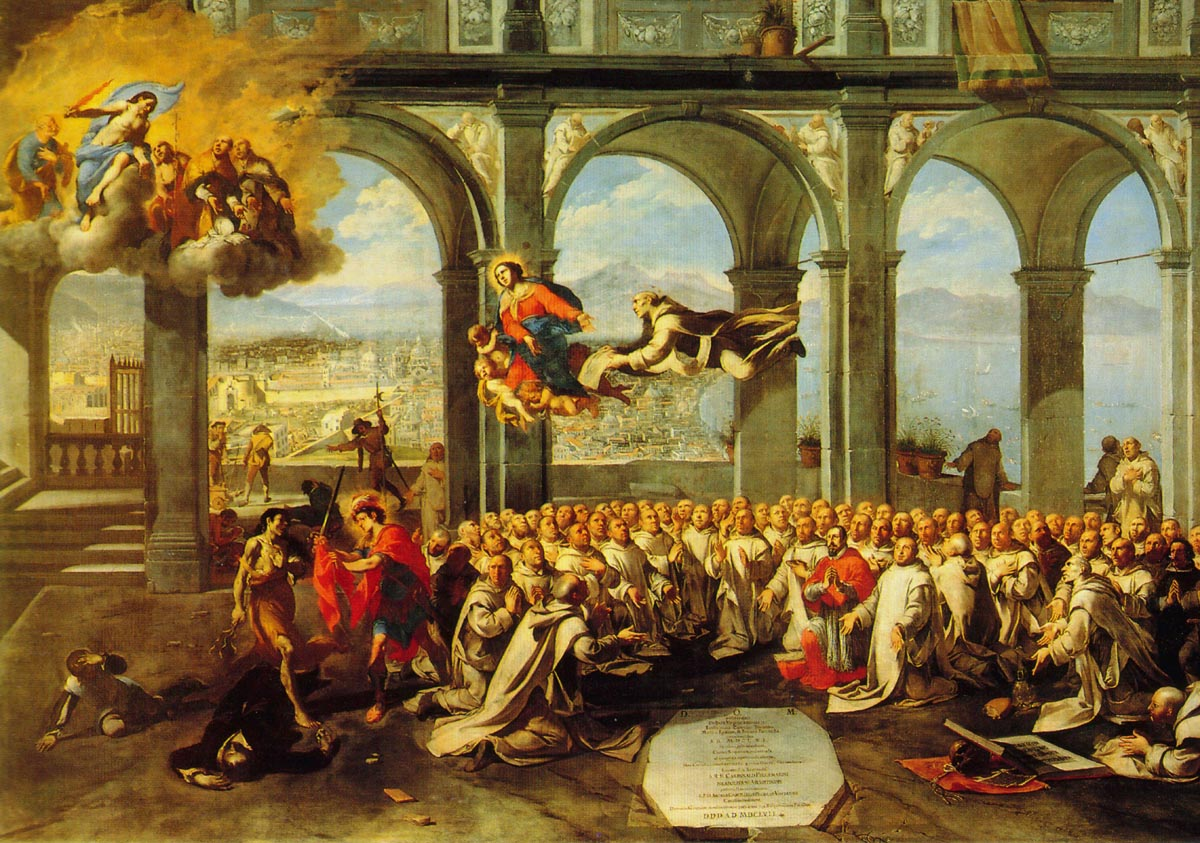
Actions de grâce après la peste (en fond, la baie de Naples) de Micco Spadaro.

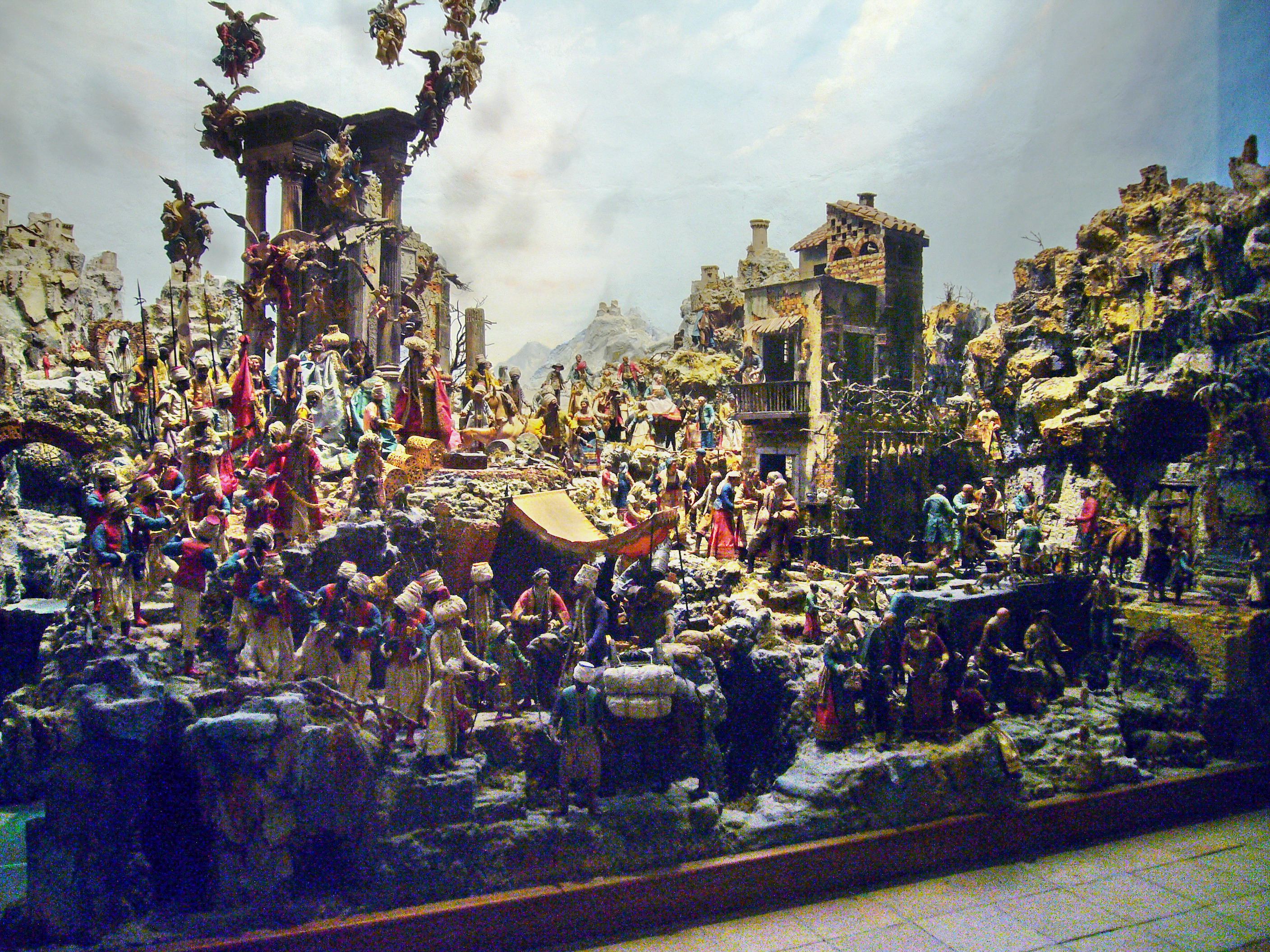
Crèche Cuciniello.

Le musée San Martino est un espace muséographique consacré à l'histoire de Naples du Quattrocento jusqu'au Risorgimento.
Installé dans la  Chartreuse Saint-Martin de Naples, il est créé, en 1866, sous l'impulsion de l'archéologue Giuseppe Fiorelli, au lendemain de l'unité de l'Italie, après que la chartreuse incluse parmi les biens ecclésiastiques supprimés, fut déclarée monument national.

## Collection Alisio
Elle représente l'une des plus remarquables collections privées et une précieuse documentation d'une période florissante du style veduta européen. 
Commencée, vers 1925, par Maurizio Alisio et par son épouse Isabella, elle comprend une centaine de peintures, aquarelles et gouaches d'artistes locaux et étrangers, réalisées entre le XVIIe et XIXe siècles. En 2001, la collection est léguée, par les hoirs Alisio, à l'État.

## Cabinet des dessins et estampes
Il est composé d'environ 16 000 documents parmi lesquels des dessins d'architecture, principalement de Luigi Vanvitelli et Antonio Niccolini (dessins scénographiques du teatro San Carlo) ainsi que des vues de Giacinto Gigante et de l'école de Posillipo (legs de Ferrara Dentice)

## Section art décoratif
La collection comprend des objets en majolique, porcelaine, verre, ivoire et corail, du XVIe au XIXe siècle. Particulièrement intéressant est le groupe monumental du Char d'Apollon (1812) ainsi que des pièces de grande qualité en porcelaine de Capodimonte comme une Tabacchiera a conchiglie di mare, de 1743-1759, (tabatière en forme de coquillage). Nombreuses porcelaines d'origine française décorées à Naples par Raffaele Giovine, suivies d'une collection de pièces en verre de Murano.

## Section navale
Rouverte en mai 2008, le nouvel aménagement de cette section s'articule, entre autres, autour de trois grandes embarcations : un Lancione à vingt-quatre rames que Naples offrit au roi Charles de Bourbon, une goélette turque et la Lancia du roi Humbert Ier et de la reine Marguerite

## Section images et mémoires
Cette section raconte au travers de peintures et d'objets l'histoire des royaumes méridionaux (royaume de Naples et le royaume de Sicile avant, et ensuite du royaume des Deux-Siciles). Le développement urbain est illustré de nombreux documents telle la célèbre Tavola Strozzi. Les œuvres picturales retracent principalement des événements dramatiques : l’Uccisione di Giuseppe Carafa en 1647 de Carlo Coppola ; Largo del Mercatello en 1656 de Micco Spadaro ; Il tribunale della Vicaria al tempo di Masaniello et Piazza del Carmine de Ascanio Lucini et Il Rendimento di Grazie de Micco Spadaro en 1657. Une salle entière est dédiée à Charles III, qui fut roi de Naples de 1734 à 1759 et à son épouse Marie-Amélie de Saxe. Une autre salle, présente des scènes de la République parthénopéenne ; L'Amiral Nelson de Leonardo Guzzardo ; l’Entrée du cardinal Ruffo à Naples de Giovanni Ponticelli. Les deux salles successives faisaient partie de l'appartement du Prieur : dans la première, sur la voûte; Le Baptême de Micco Spadaro, et dans la seconde du même artiste Panorama de Naples. Une des salles contient une collection d'armes blanches et à feu. Une autre, des gueules d'armes à feu parmi lesquelles un canon chinois du XVIIe siècle appelé le Maresciallo dai miracolosi risultati.

## Quarto del Priore
Le quarto del priore est le nom de l'appartement du prieur, chef spirituel de la communauté des chartreux. Cette section rassemble des preuves matérielles de la vie monastique où sont conservés les portraits des prieurs et des chartreux, des vitraux, des miroirs, verres à filigrane, vetri spagnoli et vetri napoletani peints. Dans la cour qui était autrefois ouverte est maintenant exposé l'un des chefs-d'œuvre de la statuaire du début du XVIIe siècle : la Vierge à l'Enfant avec Saint Jean de Pietro Bernini. On y trouve aussi un Triptyque de la Vierge avec les deux saints Jean attribué à Jean Bourdichon.

## Section théâtrale
Conçue en 1901, cette section illustre principalement l'histoire de la grande tradition du théâtre napolitain: des scénographies théâtrales de l'architecte-décorateur Antonio Niccolini à Pulcinella, des esquisses de la façade du Teatro San Carlo aux bustes sculptés des différents protagonistes de la scène napolitaine.

## Section des crèches
Cette section s'est constituée, en 1879, à la suite du don de la collection de Michele Cuciniello constituée de crèches spectaculaires et de centaines de santons du XVIIIe et XIXe siècles. D'autres crèches de dimensions plus petites, relatives aux scènes de la Nativité, (Sainte Famille, l’Adoration des mages) sont aussi présentées dans des vitrines.